# Ich hab in Gottes Herz und Sinn
Ich hab in Gottes Herz und Sinn (Au cœur et à l'esprit de Dieu), (BWV 92), est une cantate religieuse de Johann Sebastian Bach composée à Leipzig pour le Septuagésime et jouée le 28 janvier 1725 pour la première fois. Pour cette destination liturgique, deux autres cantates ont franchi le seuil de la postérité : les BWV 84 et 144.

## Histoire et livret
C'est une des plus riches cantates de Bach, tant du point de vue de la forme que du nombre de textes utilisés, pour une durée d'environ 30 minutes. Elle appartient au deuxième cycle annuel de cantates de Bach.
Le texte est de Paul Gerhardt pour les mouvements 1, 2, 4, 7 et 9 et d'auteur inconnu pour les mouvements  3, 5, 6 et 8.
Le livret se rapporte à l'évangile selon Matthieu (20,1-16), la parabole des vignerons, et à la première épître aux Corinthiens (9, 24-10), qui étaient les lectures prescrites pour ce jour.
Le thème du choral est basé sur le psaume Was mein Gott Will, das g'scheh allzeit de Paul Gerhardt (1647),. La mélodie du psaume a été composée par Claudin de Sermisy (ca. 1495-1562) qui était un compositeur français connu tant pour sa musique sacrée que pour sa musique profane. La mélodie provient d'un recueil de chansons laïques pour quatre voix appelé « Trente et Quatre chansons », imprimé par Pierre Attaingnant en 1528.

## Structure et instrumentation
La cantate est écrite pour deux hautbois d'amour, deux violons, alto, basse continue avec quatre voix solistes (soprano, alto, ténor, basse) et chœur à quatre voix.
Il y a 9 mouvements :
1. chœur : Ich hab' in Gottes Herz und Sinn
2. récitatif : Es kann mir fehlen nimmermehr!
3. aria (ténor) : Seht, seht! wie bricht, wie reißt, wie fällt
4. chœur : Zudem ist Weisheit und Verstand
5. récitatif (ténor) :Wir wollen nun nicht langer zagen
6. aria (basse) : Das Brausen von den rauhen Winden
7. chœur, récitatif: Ei nun, mein Gott, so fall ich dir – So spricht der Gott gelassne Geist
8. aria (soprano) : Meinen Hirten bleib' ich treu
9. chœur : Soll ich denn auch des Todes Weg

## Musique
Klaus Hofmann note que le choix du choral est surprenant car c'est le même air qui est à la base de la cantate de la semaine précédente, Was mein Gott will, das g'scheh allzeit BWV 111. Dans le chœur d'ouverture, la soprano chante la mélodie du choral en tant que cantus firmus en longues notes. La mélodie apparaît dans une combinaison intéressante de phrases de longueur différente, deux mesures en alternance avec trois mesures. Les parties vocales sont intégrées dans un concerto pour orchestre indépendant, leurs motifs ne sont pas pris de la mélodie du cantique mais de l'orchestre. Le musicologue Julian Mincham note « la beauté chatoyante, translucide, apparente dès le début » du mouvement.
Bach essaye avec succès de donner forme aux cinq mouvements qui citent le choral en mots et en musique de façon différente pour chacun. Dans le récitatif de basse, le chanteur alterne entre rendre la mélodie de choral et un récitatif libre. Par exemple mit grausem Knallen die Berge und die Hügel fallen (« avec grondements et terrible fracas doivent tomber montagnes et collines ») est représenté par une « séquence de descente très rapide dans les profondeurs - très semblable à la représentation de la voile du temple qui se déchire quand meurt Jésus » dans la Passion selon saint Jean et la Passion selon saint Matthieu. L'aria du ténor illustre un texte dramatique, Seht, seht, wie reißt, wie bricht, wie fällt (« Vois, vois, comment [il] est déchiré, comment il se brise et tombe ») « dans le contour vraiment bizarre de la ligne vocale » et dans une « écriture orchestrale au rythme décousu ». La strophe suivante du choral est chantée par l'alto sur un trio indépendant des hautbois et continuo, avec le mot traurig (« triste ») rendu par des lignes chromatique dans les hautbois. Le message est la sagesse de Dieu, Zeit, Ort und Stund bekannt ihm ist, und zu tun auch zu lassen (« Il sait le temps, le lieu, l'heure pour agir ou ne pas agir »).
L'air de basse décrit « le hurlement et la rage des vents impétueux », image de la situation difficile d'un chrétien, par un « mouvement incessant » à la fois de la voix et du continuo. Dans le choral qui suit, le texte alterne de nouveau paroles du choral et poésie libre. Cette fois-ci, Bach alterne également les voix, le choral est chanté par le chœur, le récitatif par les quatre solistes selon la séquence basse, ténor, alto et soprano. Le dernier vers, und ich kann bei gedämpften Saiten dem Friedensfürst ein neues bereiten Lied (« Et, avec les cordes en sourdine, je peux préparer une nouvelle chanson pour le Prince de la Paix ») mène à l'aria de soprano qui suit, que Bach orne de pizzicati des cordes et sans continuo, aria sur lequel hautbois d'amour et soprano jouent une « gracieuse mélodie dansante et de poignants accords de sixièmes et septièmes ascendants ». John Eliot Gardiner note que dans la « conclusion enchanteresse », sur les mots Amen: Vater, nimm mich an! (Amen: Père recueille-moi!), « L'innocence, la confiance et la fragilité sont tout en un ». La cantate s'achève par une disposition en quatre parties du choral.

## Source
- (en) Cet article est partiellement ou en totalité issu de l’article de Wikipédia en anglais intitulé « Ich hab in Gottes Herz und Sinn, BWV 92 » (voir la liste des auteurs).